# Paul-César Distinguin
Pour les articles homonymes, voir Distinguin.
Paul-César Distinguin est un surfeur professionnel français né le 17 mai 1994 à Talence (Gironde). Son style se situe au carrefour d'un surf classique et innovant.

## Biographie
Paul-César surfe ses premières mousses à l’âge de 6 ans sur les plages de sable blond de Lacanau-Océan. Il suivra des études au Collège Goya puis au Lycée Michel de Montaigne à Bordeaux. À 16 ans, Paul-César se qualifie pour la finale du "Groms search " compétition mondiale de référence prévue en Australie. Il décide alors de préparer son baccalauréat par correspondance et de partir "On The Road" sillonner le monde pour progresser en surf et participer aux compétitions. Une troisième place mondiale encourageante le conforte dans sa décision d'accéder à l'élite mondiale professionnelle. Son père, Francis Distinguin, Directeur Technique National (1990-2007) de la Fédération Française de Surf, l'accompagne autour du monde. Australie, Hawaii, Nicaragua, El Salvador, Polynésie… Paul-césar écume les mers à se confronter aux plus belles et dangereuses vagues du monde (Pipeline, Teahupoo). Il tient un Journal de bord sur le quotidien Sud-Ouest. Baccalauréat S en poche, Paul-César Distinguin continue l'aventure et commence à faire ses classes sur le circuit professionnel (ASP) en participant à de nombreuses Coupes du Monde.

## Résultats sportifs
Coupe du Monde 2014 ASP :
- Brésil (Itacaré 4 stars) : 2e place[4]
- Chili (Arica 3 stars) : 5e place
- Japon (Shonan 3 stars) : 13e place
- Espagne (Pantin 3 stars) : 9e place
- Argentine (Mar Del Plata, 4 stars) : 17e place
- France (Lacanau-Océan, 5 stars) : 33e place
- États-Unis (Virginia-Beach, 4 stars) : 17e place

## Objectifs
Après avoir gagné plus de 140 places au classement mondial, Paul-César Distinguin doit pouvoir dorénavant participer aux compétitions majeures du circuit professionnel. Son Objectif est d'intégrer le top 100 mondial en 2015 et le top 32 en 2016.

## Liens Externes
Site de Paul Cesar Distinguin